# Laser 100
Der Vtech Laser 100 und Vtech Laser 110 waren Heimcomputer der Video Technology Ltd. (VTech) aus Hongkong, die 1983 auf den Markt kamen. Der Rechner wurde in Deutschland auch unter den Namen Sanyo Laser 100 bzw. Sanyo Laser 110 angeboten, denn der Generalimporteur war die Firma Sanyo Video. Der Laser 110  hatte einen Speicher von 4 KB, der Laser 100 war mit weniger RAM ausgestattet (die Angaben schwanken zwischen 2 KB und 3 KB). Als Prozessor war ein Zilog Z80A eingebaut. Grundsätzlich sind beide Computer ein Klon des TRS-80 der Tandy Corporation, doch beide Rechner sind mit einigen kleinen Änderungen versehen, um Patentprobleme zu vermeiden. Dem Laser 100/110 folgten Laser 200/210, die eine farbige Wiedergabe hatten, sich aber sonst kaum unterschieden. Beide Rechner waren bis auf 64 KB erweiterbar.
Als Programmiersprache war ein Microsoft BASIC im ROM vorhanden. Das Gerät hatte eine Gummitastatur, QWERTY, 45 Tasten und verfügte über einen Tongenerator.

## Peripherie
Als Datenspeicher wurde der DR 10–Datenrekorder verwendet.

## Fanclubs
In Deutschland war der 1. VZ.-/Laser Fan-Club - internationaler Club für Sanyos Kleine recht aktiv und brachte mit der Club-Kiste in den 1980er-Jahren ein regelmäßig erscheinendes Magazin heraus.